# 1090-ті
Високе Середньовіччя •  Золота доба ісламу •  Реконкіста  •  Київська Русь

## Події

### Київська Русь
Для Київської Русі десятиліття було знаменне князівськими міжусобицями та нападами половців. 1093 року Святополк Ізяславич змінив свого дядька Всеволода Ярославича на київському престолі. 1094 року Олег Святославич прийшов із Тмутаракані з половцями, захопив свою вотчину Чернігів, а Тмутараканське князівство закинув. Київський князь Святополк Ізяславич та переяславський князь Володимир Мономах вели важку війну з половцями, і врешті-решт змусили Олега Святославича з'явилися на Любецький з'їзд 1097 року, на якому було узгоджено принцип передачі влади в уділі від батька до сина. Але, відразу ж, угоду порушив теребовлянський князь Давид Ігорович, осліпивши володимир-волинського князя Василька Ростиславича. Давиду Ігоровичу довелося втікати, але незаром він повернувся з половцями і захопив міста Володимир та Луцьк. Нової домовленості між князями досяг Витечівський з'їзд 1100 року.

### Близький Схід
Імператору Візантії Олексію I Комніну вдалося з допомогою половців дати відсіч загрозі печенігів із Фракії, однак сельджуки відібрали в імперії значну частину земель в Малій Азії, і становище залишалося загрозливим. Олексій I Комнін звернувся за допомогою до папи римського, й на заклик Урбана II 1096 року розпочався  Перший хрестовий похід. Його перша хвиля, Селянський хрестовий похід, зазнала невдачі, однак до кінця 1096 року до Константинополя прибули професійні війська європейських лицарів. Більшість лідерів хрестоносців присягнули на вірність візантійському імператору й зобов'язалися віддати йому відвойовані землі, однак, обіцянки не дотримали.
Долаючи голод хрестоносці взяли Нікею, Антіохію, і, нарешті, 1099 року Єрусалим. Вони відразу почали ділити між собою землі. Утворилися Едеське графство, Антіохійське князівство, Єрусалимське королівство. Італійські міста Венеція, Піза, Генуя, що забезпечили хрестоносців кораблями, отримали значні торгові привілеї.

### Західна Європа
Третій італійський похід імператора Священної Римської імперії Генріха IV був невдалим. Він не зумів взяти замок свого ворога Матильди Тосканської Каноссу. Папа римський Урбан II ставав дедалі популярнішим, особливо завдяки організації хрестового походу. Старший син Генріха Конрад перекинувся в стан ворога. Генріх позбавив його спадщини і зробив своїм спадкоєцем молодшого сина, теж Генріха. 1093 року від Генріха втекла дружина Євпраксія Всеволодівна, і потім свідчила проти нього на церковному соборі. 
1099 року помер папа римський Урбан II і його змінив на Святому престолі Пасхалій II. Наступного року помер антипапа Климент III, і прихильники імператора обрали нового антипапу Теодоріха.
Продовжувалася реконкіста. Після захоплення Толедо королем Кастилії Альфонсо VI мусульманські правителі Аль-Андалусу звернулися за допомогою до берберів Альморавідів. Альморавіди на чолі з Юсуфом ібн Ташфіном зупинили просування християн на південь, але відібрали незалежність у мусульманських еміратів. У ці роки діяв легендарний герой реконкісти Сід Кампеадор. Він воював як із мусульманами, так і з християнами. 1094 року він став королем Валенсії і правив у ній до своєї смерті в 1099. 
Припинило існування незалежне Хорватське королівство. Більшу його частину захопили угорці під проводом спочатку Ласло I, а потім його сина Коломана I. Прибережні міста окупували венеційці.
Генуя, слідом за Пізою, створила інститут виборних правителів, консулів, тобто стала республікою. 
В Англії правив Вільгельм II Рудий. 1100 року його знайшли в лісі зі стрілою в грудях, і новим королем став його брат Генріх I Боклерк. Короля Франції Філіпа I відлучили від церкви за те, що він взяв другу дружину, прогнавши першу, а крім того ця нова дружина була ще й родичкою.

### Інші землі
Величезна держава сельджуків почала розпадатися. Процес прискорився із убивством 1092 року спочатку візира Незама уль-Мулька, а потім султана Мелік-шаха. Відсутність єдності серед сельджуків сприяла успіхові хрестоносців.
Стався розкол серед ісмаелітів. Причиною було те, що Фатімідський халіф Мустансир зробив своїм спадкоємцем молодшого сина, а не старшого. Прихильники старшого сина утворили секту нізаритів. Нізарит Хасан ібн Саббах організував у фортеці Аламут організацію асасинів.